# Пуду
Пуду́ (Pudu) — рід оленів, один з найменших представників родини ростом 30-40 см і масою до 10 кг. Рід поділяють на два види: південний пуду (Pudu Pudu) і північний пуду (Pudu mephistophiles).
Обидва види пуду харчуються травою, листям та впалими плодами. В природі тривалість життя пуду від восьми до десяти років. Обидва види — у небезпеці; перш за все, через полювання на них та втрату природного середовища існування в результаті розвитку сільського господарства і забудови території.
Пуду має кілька цікавих характеристик, які відрізняють його від інших оленей. Він може влізти на впалі дерева, що іноді робить для уникнення хижаків та для отримання їжі. Через невеликий розмір, пуду часто балансує на задніх ногах, щоб досягти листя. У випадку загрози може гавкати подібно до собаки. Оскільки пуду живе в густих лісах Південної Америки, йому необхідно ефективно подорожувати в підліску. Він підтримує складну систему шляхів і слідів, які дозволяють йому швидко добиратися від одного місця до іншого. Такі шляхи часто приводять до чудових місць відпочинку або наявності їжі.
Шлюбний сезон триває з квітня до червня, вагітність — 200—220 днів, після чого народжується одне (іноді два) оленя́.